# Distretto di Bouzaréah
Il distretto di Bouzaréah è un distretto della provincia di Algeri, in Algeria, con capoluogo Bouzaréah.

## Comuni
Il distretto di Bouzaréah comprende 4 comuni:
- Bouzaréah
- Ben Aknoun
- Beni Messous
- El-Biar